# The One with Phoebe's Wedding
The One with Phoebe's Wedding is de twaalfde aflevering van het tiende seizoen Friends. Ze werd voor het eerst uitgezonden op het netwerk van NBC in de Verenigde Staten op 12 februari 2004.

## Plot
In de openingsscène vertelt Phoebe Joey dat haar stiefvader geen verlof kan krijgen uit de gevangenis om haar naar het altaar te begeleiden bij haar bruiloft. Ze vraagt daarom Joey hem te vervangen en haar door het gangpad te laten lopen, hem latend weten hoezeer hij al die jaren als de vader die ze nooit heeft gehad voor haar is geweest. Hij gaat enthousiast akkoord en gedraagt zich de rest van de aflevering gespannen en raar tegenover alle anderen.
Monica maakt Phoebe gek door de bruiloft te plannen en als een commandant iedereen rond te bevelen, haar headset en militaire tijdsaanduidingen maken het af. Tijdens het diner van de huwelijksrepetitie komen Chandler en Ross erachter dat ze niet bij de bruiloft betrokken zijn en klagen ze bij Phoebe, die hen vertelt dat ze wel de volgende twee keuzes waren. Wanneer een van de bruidsjonkers van Mike het niet redt, laat Mike Phoebe beslissen wie er op de bruiloft mag zijn, een beslissing die Phoebe vervolgens weer doorgeeft aan Rachel als een "bruidsmeisjestaak". Tijdens de toast wordt Phoebe boos op Monica, omdat ze Phoebe ophaast en ervoor probeert te zorgen dat alles vlekkeloos verloopt, ook al vindt niemand dat fijn en schreeuwt ze tegen Monica dat ze gewoon de eenvoudige bruiloft wil die ze in gedachten had. Ze beëindigt haar tirade door Monica te ontslaan als planner.
De volgende dag, als Phoebe alles zelf moet doen, omdat ze Monica heeft ontslagen, merkt ze pas hoeveel werk het is om haar bruiloft te regelen, wanneer een ijssculptuur verkeerd is geleverd en ze de biologische naam van orchideeën niet kent. Ross slaagt erin Rachel ervan te overtuigen hem als bruidsjonker van Mike te kiezen door te beloven dat hij de hele bruiloft goed gedrag zal vertonen, maar later overtuigt Chandler haar ook door haar te vertellen hoe hij altijd het idee heeft uitgesloten van belangrijke gebeurtenissen te worden. Rachel durft Ross echter niet vertellen dat ze van gedachten is veranderd en Ross en Chandler confronteren haar na erachter te zijn gekomen dat ze hen allebei heeft gekozen. Nu Rachel opnieuw niet in staat is om te beslissen, besluit Mike maar om zijn hond, Chappy, als bruidsjonker te kiezen. Phoebe besluit zelf ook dat ze niet in staat is haar eigen bruiloft te plannen en neemt Monica weer aan, zeggend dat ze wil dat Monica weer "Crazy Bitch" wordt.
Joey vertelt de anderen echter over een gigantische sneeuwstorm boven New York, die enorme verkeersproblemen en een grote stroomstoring in het grootste deel van de stad heeft veroorzaakt. Toen het sneeuwen afnam, besloten Phoebe en Mike alsnog te trouwen en kregen ze Monica's zegen een eenvoudige huwelijksceremonie op straat naast Central Perk te doen. Door de sneeuw kan Chappy niet alleen lopen, dus zowel Ross als Chandler bieden zich aan om hem vast te houden terwijl Chappy als bruidsjonker dient. Ross krijgt de taak omdat Chandler bang is voor honden, maar Ross krijgt er al snel spijt van als hij de hond ruikt. Omdat Phoebe en Mikes ambtenaar door de sneeuw is afgesneden in de auto, neemt Joey zijn taak over - hij heeft dat recht toch nog van de bruiloft van Monica en Chandler. Chandler vervangt s vader en voordat hij met haar naar het altaar loopt, weigert Phoebe een jas te dragen, ook al is het buiten ijskoud en ze kiest ervoor om zelf maar haar "something blue" te zijn. De bruiloft verloopt vlekkeloos. Nadat ze tot echtgenoot en echtgenote zijn verklaard, zegt Phoebe het toch koud te hebben en doet Mike Phoebe zijn jas aan.

## Ontvangst
Purple Clover koos de aflevering als een van de 20 grappigste afleveringen van Friends.  In Digital Spy's ranglijst van de 236 afleveringen van Friends, stond The One with Phoebe's Wedding op nummer 44.  BuzzFeed plaatste de aflevering op plek 13 in hun lijst van de 53 meest iconische afleveringen van Friends. Telegraph & Argus plaatste hem op nummer 44 van hun ranglijst van alle afleveringen.  MSN rangschikte The One with Phoebe's Wedding ook als nummer 44 in hun ranglijst van alle afleveringen van Friends.